# エリカ (曲)
Erika（エーリカ、エリカ）は、ヘルムス・ニール (Herms Niel) が1939年に作った歌である。第二次世界大戦中、ドイツとドイツ軍兵士を中心に歌われていた。
ドイツ語ではエーリカと発音する。正式名称は „Auf der Heide blüht ein kleines Blümelein“（訳：荒野に咲く一輪の小さな花）。
エーリカとはドイツ語の女性名であり、花のエリカと恋人の名前 „Erika“ をかけて、祖国と祖国に残してきた恋人を想う歌になっている。戦争に関わる歌詞は全く含まれていないが、戦局の激化に伴い軍歌行進曲調の編曲がなされ、悲壮感を強調するようになっていった。
また、武装親衛隊 (SS) のフィンランド人部隊を中心にこの曲のフィンランド語版である「カーリナ」が歌われたほか、エストニア人部隊やハンガリー人部隊の軍歌ともなった。

## 歌詞 (ドイツ語)
1
Auf der Heide blüht ein kleines Blümelein
Und das heißt, Erika.
Heiß von hunderttausend kleinen Bienelein
Wird umschwärmt, Erika.
Denn ihr Herz ist voller Süßigkeit,
Zarter Duft entströmt dem Blütenkleid.
Auf der Heide blüht ein kleines Blümelein
Und das heißt, Erika.
2
In der Heimat wohnt ein kleines Mägdelein
Und das heißt, Erika.
Dieses Mädel ist mein treues Schätzelein
Und mein Glück, Erika.
Wenn das Heidekraut rotlila blüht,
Singe ich zum Gruß ihr dieses Lied.
Auf der Heide blüht ein kleines Blümelein
Und das heißt, Erika.
3
In mein'm Kämmerlein blüht auch ein Blümelein
Und das heißt, Erika.
Schon beim Morgengrau'n sowie beim Dämmerschein
Schaut's mich an, Erika.
Und dann ist es nur, als spräch es laut:
Denkst du auch an deine kleine Braut?
In der Heimat weint um dich ein Mägdelein
Und das heißt, Erika.

## 替え歌
大戦中は枢軸各国に編成された武装親衛隊外国人部隊を通じて伝わり、それぞれの言語に訳された替え歌が作られた。
フィンランドでは、「カーリナ」の題名で歌われた。題名こそ変わっているものの、歌詞の内容はほぼ忠実に翻訳されている。
ハンガリーでは、「ロージカ（RÓZSIKA）」の題名で歌われた。
チリでは軍歌としてエリカ進行曲が採用されている

南アフリカ連邦の軍でもエリカ進行曲の軍歌はあったが南アフリカ共和国になったことで無くなった
欧米では現在も広く３拍子にアレンジされた曲がエリカワルツ(Erika Waltz)・白薔薇ワルツ(White Roses Waltz)・居酒屋ワルツ(Tavern Waltz)などとしてダンスパーティなどで演奏されている。

## 使用
映画『ラインの仮橋』ではライン川の左岸、『シンドラーのリスト』ではポーランドで、それぞれ侵攻したドイツ軍兵士の隊列がこの歌を歌いながら行進している。
チャールズ・チャップリンの映画『独裁者』でも独裁者ヒンケルの親衛隊がこの歌を歌いながら突撃するシーンが描かれている。
アニメ『ガールズ&パンツァー』でも、黒森峰女学園の戦車のシーンでBGMとして使われている。
アニメ『ストライクウィッチーズ』では、劇中の登場人物エーリカ・ハルトマンを讃える歌としてポップス調にアレンジされている。この歌はストライクウィッチーズ劇場版 秘め歌コレクション３に収録されている。
『T-34 レジェンド・オブ・ウォー』ではイヴシュキンたちがワイマールで補給しているときに流れている